# Хрестоцвітий клоп капустяний
Хрестоцвітий клоп капустяний (Eurydema ventralis) — вид клопів з родини щитників (Pentatomidae).

## Поширення
Цей вид поширений в Європі, Північній Африці та в Азії на схід до Індії. Віддає перевагу відкритим місцевостям з низькою рослинністю.

## Опис
Клоп завдовжки близько 10 міліметрів. Зазвичай має двокольорове забарвлення, жовте або червоне з чорними плямами. Тіло сплощене, голова округла, щоки звивисті з вузькими краями. Коли дорослі особини виходять з останнього віку, вони білі або кольору слонової кістки з чорними плямами. Вони повільно досягають остаточного червоного забарвлення, спочатку стаючи жовтими, потім помаранчевими і, нарешті, червоними. Повністю білі та чорні незрілі екземпляри.

## Спосіб життя
Клоп живиться соком рослин, переважно з родини капустяних (Brassicaceae), таких як капуста, крес-салат і редька, а іноді також картоплі та зернових культур. Він може завдати значної шкоди посівам. Зимує імаго.